# Radiozender

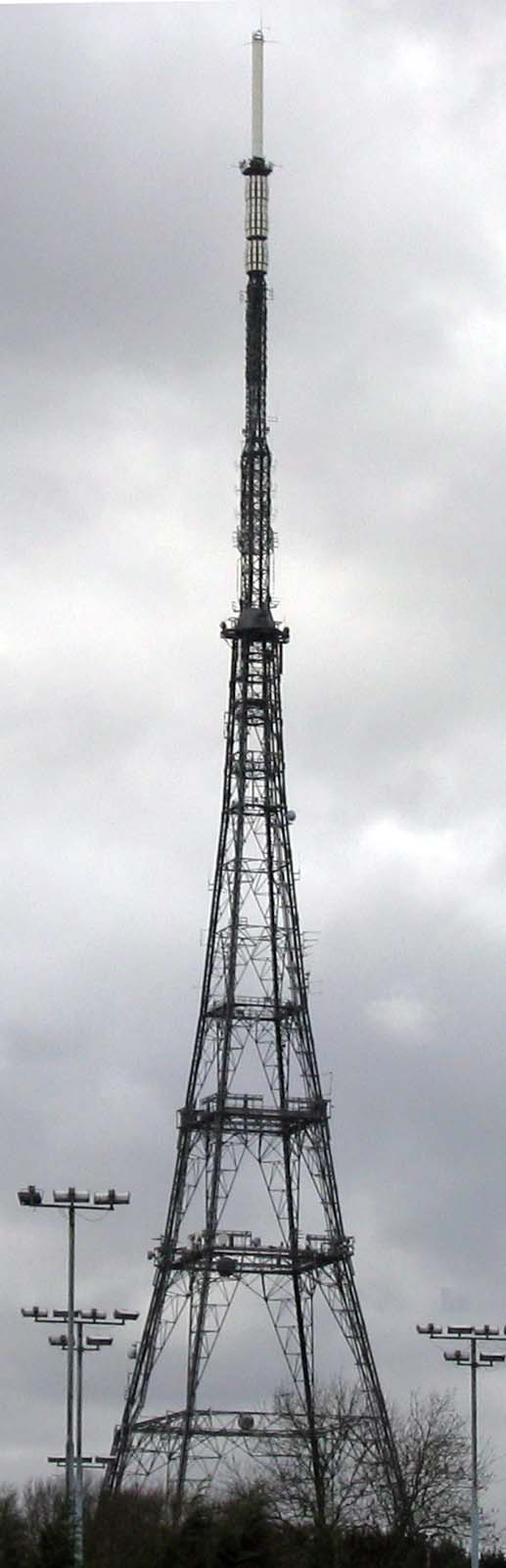
De zendmast van de Crystal Palace Transmitter, Londen

Een radiozender (in het Engels transmitter, soms afgekort tot XMTR) is een elektronisch apparaat dat een radiofrequent signaal opwekt en met behulp van een antenne een elektromagnetische golf uitzendt, zoals voor radio, televisie, radar en telecommunicatie.
Een radiozender bestaat uit een voeding, een oscillator, een modulator en versterkers voor geluidsgolven (audio frequency, AF) en radiogolven (radio frequency, RF). De modulator is het elektronische deel dat de over te brengen informatie moduleert op een draaggolf van een bepaalde frequentie. De meest gebruikte typen modulatie zijn amplitudemodulatie en frequentiemodulatie. De gemoduleerde draaggolf wordt vervolgens door middel van de antenne uitgezonden. Weglaten van de draaggolf kan ook (zie het artikel over enkelzijbandmodulatie).
Een apparaat, zoals een mobiele telefoon, kan naast een zender (transmitter) ook een ontvanger (receiver) bevatten. Deze combinatie wordt wel een transceiver genoemd.

## Geschiedenis
In de eerste dagen van de radio-elektronica werden radio-frequenties opgewekt door vonken of een mechanische HF-generator (bijvoorbeeld met een alexanderson-alternator, hiervan is nog een zeldzaam exemplaar te vinden in het Radiostation Varberg in Grimeton, Zweden). Men noemt dit 'machinezenders'. Radio Kootwijk maakte in het begin ook gebruik van deze zogenaamde machinezenders. In de jaren twintig van de twintigste eeuw begon men elektronische zenders gebaseerd op elektronenbuizen te gebruiken.

## Elektromagnetisch principe
In principe kan iedere geleider (draad) die een wisselstroom kan geleiden, een radiosignaal uitzenden. Dus een simpele zender is gewoon een oscillator die direct aan een draadantenne is gekoppeld.

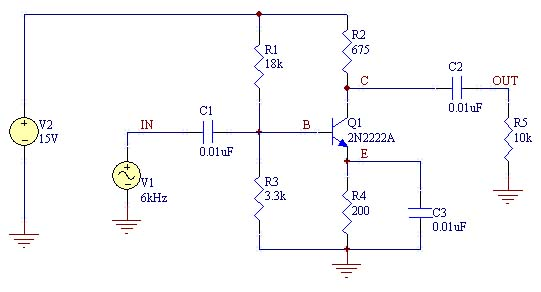
Voorbeeld van een elektrisch zendercircuit

Omdat radiozenders een goede frequentiestabiliteit vereisen, zijn er meestal enkele versterkertrappen tussen de oscillator en de antenne. De tussenversterkers voorkomen dat de frequentie van de oscillator beïnvloed wordt door het antenne-circuit. Vaak is de frequentie van de zender niet gelijk aan die van de oscillator, maar een van de harmonischen. Dit wordt gegenereerd door het signaal van de oscillator door niet-lineaire elektronische schakelingen te leiden (bijvoorbeeld een diode) en te filteren door combinaties van spoelen en condensatoren, en vervolgens te versterken. De goedkoopste uitvoering hiervan was in de jaren tachtig een zogenaamde stentor van 5 watt.

## Radio-omroep
Met radiozender bedoelt men in bepaalde gevallen een radio-omroep die radio-uitzendingen verzorgt.